# Tonicella lineata
Espèce
Tonicella lineata est une espèce de mollusques appartenant à la famille des Ischnochitonidae selon certaines classifications.
- Répartition : nord du Pacifique.
- Longueur : 4 cm.

## Source
- Arianna Fulvo et Roberto Nistri (2005). 350 coquillages du monde entier. Delachaux et Niestlé (Paris) : 256 p.  (ISBN 2-603-01374-2)